# Tubificoides pequegnatae
Tubificoides pequegnatae är en ringmaskart som beskrevs av Erséus och Alexander William Milligan 1989. Tubificoides pequegnatae ingår i släktet Tubificoides och familjen glattmaskar. Inga underarter finns listade i Catalogue of Life.